# 高雄市公車紅21路
高雄市公車紅21路，由港都客運營運，起點站為建軍站，終點站為新光路口站，行經建國一路、和平一路、同慶路、凱旋二路、四維二／三路、中山二路，是苓雅區到前鎮區的捷運接駁公車路線。

## 轉乘站點
- 捷運衛武營站
- 捷運文化中心站
- 捷運三多商圈站
- 環狀輕軌高雄展覽館站

## 歷史
- 原由高雄市公車處經營，2014年高雄市公車民營化，轉由統聯客運經營。[4]
- 2015年2月12日：增闢紅21區間車路線。[5]
- 2018年9月1日：紅21區間更名為紅22。
- 2020年7月1日：改由港都客運代駛。
- 2021年3月1日：港都客運正式接駛。
- 2021年12月20日：返程增設「建國一路」站。

## 停站
參見右側路線圖